# Palácio Farroupilha (Piratini)
O Palácio Farroupilha, na cidade de Piratini, foi a sede do Governo Farroupilha, entre 11 de setembro de 1836 e 15 de julho de 1842, enquanto a cidade foi capital da República Rio-Grandense ou República do Piratini. O imóvel foi transformado no Museu Barbosa Lessa, inaugurado em julho de 2006, após a reestruturação do Museu Histórico Farroupilha. Nele, se encontram acervos que apresentam o processo evolutivo da cidade, da ocupação pré-histórica regional e assentamento luso-brasileiro a partir de 1789, assim como referências ao escritor piratiniense Luiz Carlos Barbosa Lessa (1929-2002).
Os farrapos instalaram o governo na cidade em 1836, após proclamada a independência do Rio Grande do Sul. Em novembro de 1837, Bento Gonçalves, que estivera preso no Rio de Janeiro e depois na Bahia, de onde fugiu para retomar a revolução, instalou-se no palácio. Do segundo andar, onde montou o gabinete, o comandante farroupilha tinha vista privilegiada da região, visto que Piratini fica no topo da Serra dos Tapes.
O prédio em forma de sobrado de dois pavimentos, fora construído em 1826, por um indivíduo conhecido por Manuel Jacinto Dias. A edificação é típica do período colonial com as características da arquitetura tradicional luso-brasileira. Foi estruturada em dois blocos, um volume frontal em dois pavimentos e uma parte posterior, térrea, com pátio fechado e acesso por uma escada lateral. A composição foi feita com vãos alinhados, vergas (elemento para a distribuição de carga nos vãos de portas e janelas) em arcos abatidos superpostos por cílios, quatro portas frontais com bandeiras e janelas em guilhotina com postigos.
A cobertura foi construída em quatro águas, com telhas tipo capa e canal (telhas em que o encaixe é alternado, uma é colocada côncava, para escoar a água da chuva, e uma convexa protege a junção dos canais), com galbo (técnica para inclinação das águas, com a finalidade de projetar a água para mais distante do telhado), sobre cimalhas simples e beira-seveira (acabamento de parede onde as telhas se apoiam em cima, de boca de telha, constituída de duas ou mais fiadas de telhas engastadas na alvenaria da parede). Possui marcações verticais nos cunhais.
Num dos cômodos do segundo bloco, com acesso pelo pátio, um fogão de chão com chaminé sete bocas, tipo árabe, provavelmente  o único exemplar existente. Na fachada, há um escudo em relevo com as datas 1826-1835, além de placas alusivas aos fatos históricos ali ocorridos. O prédio foi tombado pelo Iphan, em 1941, e pelo município, em 1956.